# Plebiscyt Tygodnika Żużlowego 2014
25. Plebiscyt Tygodnika Żużlowego na najlepszego żużlowca Polski zorganizowano w 2014 roku.

## Wyniki

### Najpopularniejsi żużlowcy
1. Krzysztof Kasprzak – Stal Gorzów Wielkopolski
2. Piotr Pawlicki – Unia Leszno
3. Jarosław Hampel – Falubaz Zielona Góra
4. Janusz Kołodziej – Unia Tarnów
5. Bartosz Zmarzlik – Stal Gorzów Wielkopolski
6. Maciej Janowski – Sparta Wrocław
7. Tomasz Gollob – Unibax Toruń
8. Piotr Protasiewicz – Falubaz Zielona Góra
9. Tobiasz Musielak – Unia Leszno
10. Przemysław Pawlicki – Unia Leszno

### Inne wyróżnienia
Dętka roku: Bohaterowie tej kategorii to uczestnicy afery dopingowej i alkoholowej. Nagroda jest symboliczna i od początku jest przyznawania nie była wręczana.
Międzynarodowa impreza roku: Grand Prix Polski w Toruniu
Krajowa impreza roku: Piknik żużlowy Adama Skórnickiego
Mister elegancji: Piotr Protasiewicz (Falubaz Zielona Góra)
Widowiskowa jazda: Krzysztof Kasprzak (Stal Gorzów Wielkopolski)
Najsympatyczniejszy zawodnik: Piotr Pawlicki (Unia Leszno)
Najpopularniejszy obcokrajowiec: Greg Hancock (Unia Tarnów)
Pechowiec roku: Czytelnicy zaproponowali, żeby nie wyłaniać zwycięzcy ze względu na śmierć Grzegorza Knappa.
Fair Play: Według Czytelników w minionym sezonie żaden zawodnik ani też wydarzenie nie zasłużyło na tę nagrodę.
Objawienie sezonu: Kacper Woryna (ROW Rybnik)
Junior roku: Piotr Pawlicki (Unia Leszno)
Najpopularniejszy trener II ligi: Grzegorz Dzikowski (Ostrovia Ostrów Wielkopolski)
Najpopularniejszy trener I ligi: Lech Kędziora (Orzeł Łódź)
Najpopularniejszy trener Enea Ekstraligi: Adam Skórnicki (Unia Leszno
Działacz roku II ligi żużlowej: Mirosław Wodniczak (Ostrovia Ostrów Wielkopolski)
Działacz roku I ligi żużlowej: Witold Skrzydlewski (Orzeł Łódź)
Działacz roku Enea Ekstraligi:
1. Ireneusz Maciej Zmora (Stal Gorzów Wielkopolski)
2. Piotr Rusiecki (Unia Leszno)
3. Krystyna Kloc (Sparta Wrocław)

Z okazji jubileuszowego wydania plebiscytu, przyznano specjalną nagrodę dla najsympatyczniejszego żużlowca, którą otrzymał Andrzej Huszcza (triumfował w tej kategorii siedem razy).
10 najpopularniejszych żużlowców spośród XXV edycji Plebiscytu:
1. Tomasz Gollob
2. Piotr Protasiewicz
3. Jarosław Hampel
4. Sebastian Ułamek
5. Krzysztof Kasprzak
6. Rafał Dobrucki, Roman Jankowski
7. Janusz Kołodziej, Grzegorz Walasek, Piotr Świst